# Baki B3
Bajrus Đogaj ili Andrija Đogani, poznatiji kao Baki B3 (Zemun, 28. novembar 1971), srpski je igrač i pevač. Zajedno sa braćom Đogani (svojim stričevima), jedan je od začetnika densa u Srbiji. Njegove najpoznatije pesme su Još pet minuta i Olovna ruka.

## Biografija
Andrija Đogani rođen je 28. novembar 1971. u Beogradu. Od osme godine je živeo u Zemunu. Počeo se baviti plesom kod svog strica Đoleta Đoganija u plesnoj školi Djogani Fantastico. Godine 1996. Baki odlučuje da se oproba i u solo karijeri pevanjem, gde na svom albumu prvencu snima pesmu Pet minuta. Zatim 1997. godine izlazi drugi po redu album, gde se izdvaja pesma Olovna ruka. Treći album izlazi ratne 1999. godine na kom se nalaze pesme kao što su npr. Blokada, Keš, Mrak, Nikad više. Godine 2001. izlazi četvrti album i na njemu se najviše izdvaja pesma Da nema me. U spotu za pesmu Da nema me pojavila se, tada devojčica, Bakijeva rođaka pevačica Edita.
Posle duže pauze izdaje svoj peti album na kojem se izdvaja pesma Halo, halo. Odlučio je da ponovo pauzira ali ovog puta tri godine, tako da 2010. izlazi album pod nazivom Pazi. Godine 1999. Baki postaje tata devojčice Anđele, koju je dobio sa tadašnjom suprugom Ivanom. Bili su 4 godine u braku, ali nakon razvoda ostali su u korektnim odnosima i zajedno brinu o detetu. Godine 2010. Baki ulazi u rijaliti-šou Farma. Došao je do finala, ali nije pobedio.

## Diskografija
Albumi
- Pet minuta (1996) Centro scena
- Govorim o ljubavi (1997) Centro scena
- Blokada (1999)
- Da nema me (2001)
- Kao grom (2007)
- Pazi[4] (2010) City records
- Plavi led (2011)

Singlovi
- Olovna ruka (1998)
- Keš (1999)
- Mrak (1999)
- Nikad više (1999)
- Sto srca (2001)
- Da nema me (2002)
- Starleta (2016)
- Čovek koji trag ne ostavlja (2023)
- Ona je zlo (2023)

Dueti i saradnje
- Ljubav za ljubav (2001) sa Indy
- Ljubomorna (2001) sa Romanom Panić
- Trebaš mi (2009) sa Markom Đurovskim
- Mami (2011) sa Sha
- Nestani (2012) sa Markom Đurovskim
- Ravaku (2013) sa Lepi i Đogani
- Maximum (2016) sa Em-si Kneletom i Oljom Bajrami

## Spotovi
- Kad kažeš da me voliš (90'tih godina) [Baki i Vendi]
- Ljubomora (90'tih godina) [Baki i Romana]
- Reci mi da znam (2007)
- Ne da mi mira (2007)
- Halo, halo (2007)
- Da nema me (2001)
- 7, 8 puta (2001)
- Mrak (1999)
- Govorim o ljubavi (1997)
- Olovna ruka (1997)
- Nema pravde (1996)
- Pet minuta (1996)
- Trebaš mi (2009)
- Pazi (2010)
- Zovi (2011)
- Bojana (2011)
- Poslednji poziv (2012)
- Mala (2012)
- Kopakabana (2012)
- (2012)
- Maximum (2016) [sa Em-si Kneletom i Oljom Bajrami]